# شولا آما
شولا آما (انگلیسی: Shola Ama؛ زادهٔ ۱۸ مارس ۱۹۷۹) یک موسیقی‌دان اهل بریتانیا است. وی از سال ۱۹۹۵ میلادی تاکنون مشغول فعالیت بوده‌است.